# William Z. Lidicker, Jr.
William Zander Lidicker, Jr. (* 19. August 1932 in Evanston, Illinois; † 27. April oder 28. April 2022) war ein US-amerikanischer Mammaloge und Wirbeltierökologe.

## Leben
Lidicker war der älteste Sohn von William Zander und Frida Lidicker, geborene Schroeter. Er hatte drei Schwestern und einen Bruder. Sein Vater war Bauingenieur. Die Familie zog oft um und lebte nacheinander in Iowa, Missouri, Minnesota, New Mexico, Panama, Texas und schließlich New York City, wo er die Forest Hills High School in Queens besuchte. An der High School wurde er ein aktiver Vogelbeobachter und von Biologen wie Hobart Merritt Van Deusen (1910–1976), damals am American Museum of Natural History, gefördert.
Mit der Absicht Ornithologie unter Arthur A. Allen zu studieren, schrieb sich Lidicker an der Cornell University ein. Durch den Einfluss von William J. Hamilton, Jr. wechselte er jedoch zur Säugetierkunde.
Während seines Studiums hatte Lidicker eine Reihe von Sommerjobs in der Biologie, unter anderem bei Jess Low in Utah, Paul S. Martin im Nordosten Mexikos und schließlich als Biologe auf einer ozeanografischen Expedition entlang der Küste von Neufundland und Labrador. Er erhielt 1953 seinen Bachelor-Abschluss in Cornell und schrieb sich anschließend für das Graduiertenprogramm an der University of Illinois at Urbana-Champaign ein, nachdem er von Donald F. Hoffmeister als Student angenommen worden war. 
1954 graduierte Lidicker mit der Dissertation A taxonomic inverstigation of merriam’s kangaroo rat (dipodomys merriami) in Arizona, New Mexico, and Texas zum Master of Science und 1957 wurde er mit der Dissertation An Analysis of Intraspecific Variation in the Kangaroo Rat Dipodomys Merriami, Mearns zum Ph.D. promoviert.
Von 1957 bis 1969 war er zunächst Dozent und anschließend außerordentlicher Professor an der University of California, Berkeley. Im selben Zeitraum war er zunächst Assistenzkurator und schließlich außerordentlicher Kurator am Museum of Vertebrate Zoology. Von 1963 bis 1964 war er Gastwissenschaftler an der Abteilung für Zoologie der University of Sydney und an der Abteilung für Tiergenetik der Commonwealth Scientific and Industrial Research Organisation. Von 1966 bis 1967 sowie von 1981 bis 1983 war er Vizevorsitzender der Abteilung für Zoologie der University of California, Berkeley. Von 1967 bis 1968 war er Forschungsprofessor am Miller Institute for Basic Research in Science. Von 1968 bis 1981 war er stellvertretender Direktor des Museum of Vertebrate Zoology. Von 1969 bis 1989 war er Professor für Zoologie und von 1969 bis 1994 war er Kurator für Säugetiere am Museum of Vertebrate Zoology. Von 1971 bis 1972 war er Honorardozent an der Abteilung für Biologie am Royal Free Hospital in London. Im selben Zeitraum war er Honorarforschungsmitarbeiter an der Abteilung für Tiergenetik am University College London. Von 1974 bis 1975 war er geschäftsführender Direktor des Museum of Vertebrate Zoology. Von 1978 bis 1989 war er nordamerikanischer Repräsentant im ständigen Komitee bei den Internationalen Theoriologischen Kongressen. Von 1980 bis 1984 war er stellvertretender Vorsitzender und von 1984 bis 1989 Vorsitzender der Rodent Specialist Group bei der Species Survival Commission der IUCN. 1994 ging er als emeritierter Professor der University of California, Berkeley in den Ruhestand.
In seinen ersten Jahren in Berkeley dehnte Lidicker, beeinflusst durch Paul K. Anderson und Frank A. Pitelka, seinen Horizont auf die Ökologie und insbesondere die Populationsökologie und -genetik aus, wobei er eine führende Rolle bei der Etablierung des interdisziplinären Bereichs der genetischen Ökologie an der University of Berkeley übernahm.
Lidicker befasste sich mit der Ökologie und Evolution von Säugetieren sowie mit der Populationsdynamik, der Landschaftsökologie, dem Naturschutz, dem Sozialverhalten sowie der Populationsgenetik. Er leitete 21 Doktoranden und 10 Masterstudenten durch ihre Abschlüsse.
Lidicker beschrieb die Unterart Tamias dorsalis nidoensis des Felsenstreifenhörnchens und die Unterart Dipodomys merriami collinus der Merriams Kängururatte.

## Privates
Lidicker war in erster Ehe mit Naomi Ishino verheiratet, mit der er zwei Söhne hatte. 1989 heiratete er Louise N. DeLonzor.

## Mitgliedschaften und Ehrungen
Lidicker war Mitglied der Ecological Society of America, der Society for the Study of Evolution, der American Society of Naturalists, der Society of Integrative and Comparative Biology, der Society for Conservation Biology, Fellow der American Association for the Advancement of Science, Auslandsmitglied der Polnischen Akademie der Wissenschaften sowie Mitglied der International Federation of Mammalogists, wo er 2007 Präsident war. Er war auch Mitglied und Ehrenmitglied der American Society of Mammalogists (ASM), die ihn von 1974 bis 1976 zum zweiten Vizepräsidenten und von 1976 bis 1978 zum Präsidenten wählte. 1986 wurde er mit dem C. Hart Merriam Award der ASM ausgezeichnet.